# Liste der Monuments historiques in Gabarnac
Die Liste der Monuments historiques in Gabarnac führt die Monuments historiques in der französischen Gemeinde Gabarnac auf.

## Liste der Bauwerke
| Bezeichnung      | Beschreibung              | Standort | Kennzeichnung | Schutzstatus | Datum | Bild           |
| ---------------- | ------------------------- | -------- | ------------- | ------------ | ----- | -------------- |
| Kirche St-Seurin | Erbaut im 12. Jahrhundert | (Lage)   | PA00083552    | Inscrit      | 1925  | weitere Bilder |

## Liste der Objekte
| Bezeichnung            | Beschreibung            | Standort                       | Kennzeichnung | Schutzstatus | Datum | Bild |
| ---------------------- | ----------------------- | ------------------------------ | ------------- | ------------ | ----- | ---- |
| Skulpturengruppe Pietà | Stein, 16. Jahrhundert  | in der Kirche St-Seurin (Lage) | PM33000515    | Classé       | 1971  |      |
| Weihrauchkessel        | Kupfer, 18. Jahrhundert | in der Kirche St-Seurin (Lage) | PM33000514    | Classé       | 1908  |      |